# Ниситани, Такафуми
Такафуми Ниситани (яп. 西谷•岳文, англ. Takafumi Nishitani, родился 17 января 1979 года в Тадаока, префектура Осака) — японский велогонщик и конькобежец, специализирующийся в шорт-треке. Участвовал на трёх Олимпийских играх в Токио 1998, Солт-Лейк-Сити 2002 и Турине 2006 годах. Олимпийский чемпион 1998 года. Трёхкратный призёр чемпионатов мира. Окончил Университет Ханнана

## Карьера конькобежца
Такафуми Ниситани начал кататься на коньках в возрасте 8 лет в качестве одной из бейсбольных тренировок, когда учился в 3-м классе муниципальной начальной школы Хигаси в Тадаоке, а также активно играл в бейсбол. В 1-м классе средней школы Кайдзука он вступил в местный конькобежный клуб, там он встретил Кэнити Сугио, директора клуба конькобежцев Санко и всерьез начал тренироваться в шорт-треке. После окончания средней школы поступил в Университет Ханнана.
В 14 лет участвовал в отборочных соревнованиях на Олимпийские игры в Лиллехаммере, но его техника была еще не отработана, поэтому не квалифицировался. В январе 1995 года Такафуми впервые участвовал на юниорском чемпионате мира в Калгари и занял 9-е место в личном многоборье.
На домашних играх Олимпиады в Нагано он участвовал в беге на 500 м, где  вышел в финал вместе с партнёром по команде Хитоси Уэмацу, канадцем Марком Ганьоном и китайцем Ань Юйлуном. В финале 19-летний Ниситани показал лучший старт, и больше не пропустил никого до финиша. Он стал первым самым молодым японцем среди мужчин, завоевавшем золотую Олимпийскую медаль.
После игр в марте на командном чемпионате мира в Бормио поднялся с партнёрами на 5-е место. В сезоне 1998/99 он стартовал на Кубке мира и в Нобеяме занял 2-е место в беге на 500 м и 3-е место на 1000 м, и в Пекине вновь поднялся на 3-е место на дистанции 500 м. В январе 1999 года на зимней Универсиаде в Попраде выиграл бронзу в беге на 500 м и золото в эстафете. 
В марте на командном чемпионате мира в Сент-Луисе завоевал бронзовую медаль. Следом на чемпионате мира в Софии занял 13-е место в индивидуальном зачёте и 5-е в эстафете. Через год на очередном командном чемпионате мира в Гааге занял 6-е место, а на чемпионате мира в Шеффилде завоевал серебряную медаль в эстафете.
На Кубке мира в сезоне 2000/01 он занял 3-е место в беге на 500 м в Нобеяме и Солт-Лейк-Сити. В марте 2001 года на командном чемпионате мира в Нобеяме он с командой поднялся на 4-е место. В апреле на чемпионате мира в Чонджу в эстафете занял 5-е место, а в общем зачёте многоборья стал 11-м. Незадолго до олимпиады он сломал левую лодыжку, но смог отобраться в сборную и поехал на игры.
На Олимпийских играх в Солт-Лейк-Сити с травмой лодыжки в беге на 500 м он дошёл до четвертьфинала и занял в итоге 8-е место, а в эстафетной гонке помог команде дойти до 5-го места. В марте на командном чемпионате мира в Монреале занял 6-е место и на чемпионате мира в Чонджу вновь остановился на 5-м месте в эстафете.
В предолимпийском цикле Ниситани участвовал в национальной сборной без перерыва во всех чемпионатах, но высоких результатов не показывал. На чемпионате мира в Пекине в 2005 году он поднялся на 4-е место в беге на 500 м и занял 7-е место в общем зачёте. На Олимпийских играх в Турине он был уже не в той форме, как на своей первой олимпиаде и в беге на 500 м занял только 15-е место.

## Карьера велогонщика
В 2006 году он завершил участие в конькобежном спорте и переехал в Киото. Такафуми провёл собеседование 15 мая 2006 года в школу велогонок, где сдавал на общих основаниях вступительные экзамены в школу велоспорта. Когда учился в школе, он занял 5-е место в рекорде гонок, а также финишировал 7-м в памятной гонке на выпускном и окончил школу 19 октября 2007 года. Он тренировался в клубе «CLUB KONG», которым руководил бывший велогонщик Хитоси Мацумото.
В январе 2008 года он дебютировал в качестве велогонщика на родном велодроме Muko-cho Bicycle Racetrack в Киото. Первую победу он одержал в дебютном заезде на велогонке Yokkaichi Bicycle Racetrack 3 февраля того же года. Занял 6-е место на Молодежном Гран-при 2010 года и впервые появился в GI на 64-й велогонке чемпионата Японии в 2011 году.  